# Прошле године у Маријенбаду
Прошле године у Маријенбаду (фр. L’Année dernière à Marienbad) је француски филм из 1961. у режији Алена Ренеа, а сценарио је написао Ален Роб Грије.
Филм је познат по својој загонетној наративној структури, где је истину и фикцију тешко разликовати, а временски и просторни однос догађаја је отворено питање. Сама природа филма је фасцинирала, али и збунила публику и критичаре; неки га сматрају за ремек-дело, неки га налазе несхватљивим.
Филмски историчари и критичари су годинама расправљали о томе шта овај филм показује, али без дефинитивног закључка. Ово је једно од оних јединствених уметничких дела, где посматрач може прочитати из њега оно што он жели. То је отворена мистерија, загонетка за коју сваки гледалац има свој кључ, али ће тако и решење бити јединствено његово.

## Радња
На друштвеном окупљању у једном барокном хотелу мушкарац прилази жени. Он тврди да су се њих двоје срели прошле године у Маријенбаду и убеђен је да га она тамо чека. Жена тврди да се никада нису срели. Други човек, који је можда женин супруг, у више наврата истиче своју доминацију над првим човеком, укључујући и то што га неколико пута побеђује у математичкој игри (верзија игре Ним). Кроз двосмислене флешбекове и дезоријентисане смене времена и локације, филм истражује односе међу ликовима. Разговори и догађаји се понављају на неколико места у хотелу, а такође ту су и бројни снимци ходника хотела са нејасном нарацијом која се понавља. Ликови су неименовани у филму, жена се назива "А", први мушкарац "X", а други мушкарац "М".

## Улоге
| Ђорђо Албертаци | мушкарац       |
| Делфин Сириг    | жена           |
| Саша Питоф      | други мушкарац |